# Selecția Națională 2014
Selecția Națională este procedeul de alegere a piesei reprezentante a României la Eurovision. Selecția Națională 2014 a avut loc pe 1 martie 2014 și a fost transmisă în direct de către Televiziunea Română (TVR). Castigatorii Selectiei Nationale 2014 au fost Paula Seling si Ovi, care au mai concurat in 2010, avand locul 3 la Oslo, in marea finala.

## Gazda
Gazda Selectiei Nationale a fost Nicolle Stanese. De asemenea, pentru a introduce fiecare piesa participanta in concurs, TVR s-a folosit de marile nume ale televiziunii lor.

## Participanți
|    | Artist                            | Cântec            | Televot   | Juriu | Total | Loc obținut |
| -- | --------------------------------- | ----------------- | --------- | ----- | ----- | ----------- |
| 01 | Paula Seling & Ovi                | Miracle           | 10 (2052) | 12    | 22    | 1           |
| 02 | Bere Gratis                       | Despre mine și ea | 1 (277)   | 8     | 9     | 7           |
| 03 | The dAdA                          | Unpredictable     | 3 (519)   | 2     | 5     | 9           |
| 04 | The Zuralia Orchestra             | You know          | 0 (215)   | 3     | 3     | 11          |
| 05 | Vizi Imre                         | Kind of girl      | 6 (976)   | 10    | 16    | 3           |
| 06 | Anca Florescu                     | Hearts Collide    | 8 (1404)  | 5     | 10    | 4           |
| 07 | Silvia Dumitrescu                 | Fiorul Iubirii    | 0 (112)   | 0     | 0     | 12          |
| 08 | Renee Santana feat. Mike Diamondz | Letting go        | 4 (711)   | 6     | 10    | 6           |
| 09 | Ștefan Stan feat. TeddyK          | Breathe           | 5 (774)   | 7     | 12    | 5           |
| 10 | Naomy                             | Dacă tu iubești   | 2 (366)   | 1     | 3     | 10          |
| 11 | Vaida                             | One More Time     | 12 (7508) | 4     | 16    | 2           |
| 12 | Șăl                               | Hardjock          | 7 (1321)  | 0     | 7     | 8           |